# Eleição municipal de Uberlândia em 1988
A eleição municipal de Uberlândia em 1988 ocorreu em 15 de novembro de 1988. O prefeito titular era Zaire Rezende (PMDB). Virgílio Galassi (PDS) foi eleito prefeito, vencendo em turno único o candidato Luiz Alberto Rodrigues (PMDB).

## Resultado da eleição para prefeito

### Primeiro turno
| Candidatos a prefeito         | Candidatos a vice       | Número | Coligação                                              | Votação | Percentual |
| ----------------------------- | ----------------------- | ------ | ------------------------------------------------------ | ------- | ---------- |
| Virgílio Galassi PDS          | Chico Humberto PDT      | 11     | Movimento Democrático Uberlandense (PDS, PFL, PDT, PL) | 71.726  | 50,07%     |
| Luiz Alberto Rodrigues PMDB   | Custódio Gonçalves PMDB | 15     | PMDB Chapa pura                                        | 49.789  | 34,76%     |
| Niza Ribeiro da Luz PSDB      | Antônio Jorge Neto PSDB | 45     | Uberlândia em frente (PSDB, PCB, PCdoB, PSB)           | 17.452  | 12,18%     |
| Túlio Gomes Franco PT         | Nelson Menezes PT       | 13     | PT Chapa pura                                          | 3.423   | 2,39%      |
| Ruan Drummond PJ              | Wander Batista PJ       | 36     | PJ Chapa pura                                          | 544     | 0,39%      |
| Siomar Rodrigues de Souza PDC | Martha Masini PDC       | 17     | PDC Chapa pura                                         | 304     | 0,21%      |
| Referência:                   |                         |        |                                                        |         |            |